# Explorer 18
Explorer 18 byla americká družice určená k výzkumu meziplanetárního prostoru a vyšších vrstev magnetosféry. Byla vybavena přístroji pro měření nabitých částic, rentgenového záření, magnetických polí a meziplanetárního plazmatu.

## Mise

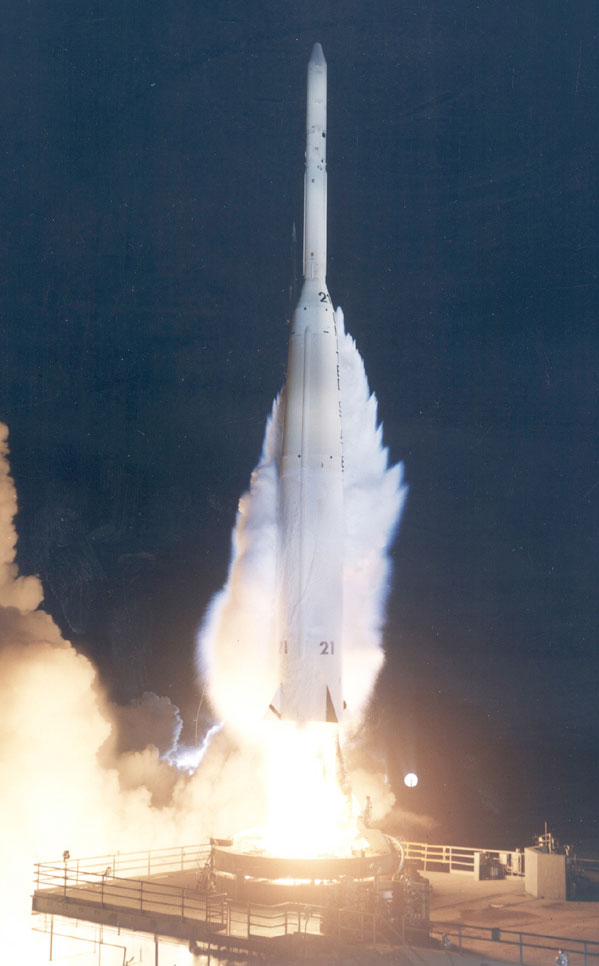
Start rakety Delta-C s družicí Explorer 18

Start se konal 27. listopadu 1963 na startovacím komplexu 17B na mysu Canaveral, pomocí nosné rakety Delta-C. Družice byla stabilizována rotací a elektrickou energii dodávaly solární panely a chemické baterie. Dráha byla silně eliptická s výškou apogea 192 000 km. Vědecká měření začala po navedení na oběžnou dráhu a data byla vysílána normálně do 30. května 1964, kdy byla ukončena základní fáze mise a na družici se začínaly projevovat závady. Činnost byla v omezené míře obnovena 17. září. Definitivně byla činnost ukončena 30. května 1965 a koncem roku byla družice prohlášena za ztracenou.
Explorer 18 byl první z řady Interplanetary Monitoring Platform, zkráceně IMP. Tyto družice byly určeny k výzkumu kosmického prostoru v blízkosti oběžné dráhy měsíce. Další v sérii byl Explorer 21, který byl vypuštěn 4. října 1964.